# Glasnudeln

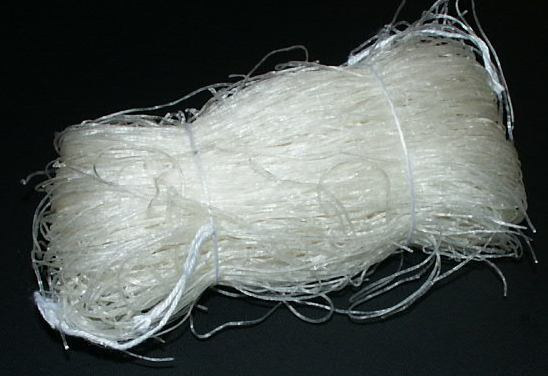
Glasnudeln

Glasnudeln sind eine nudelartige Beilage in der ostasiatischen Küche. Sie sind sehr dünn und im gegarten Zustand fast durchsichtig.

## Herstellung
Glasnudeln werden nur aus Stärke und Wasser hergestellt. Die Stärke für Glasnudeln kann von Erbsen, Mais und Mungbohnen stammen. Aus den länglich abgerundeten „nierenförmigen“ Samen der Mungbohnen wird mit einer Trocken- und Nassmahltechnik der klebfähige, süß schmeckende Grundstoff gewonnen und mit Wasser vermischt. Die ebenfalls Glasnudeln genannten Dangmyeon aus Korea werden hingegen aus Süßkartoffelstärke hergestellt. Glasnudeln aus Mungbohnenstärke bestehen nach Packungsangaben aus ca. 88 % Kohlenhydraten und 2,5 % Ballaststoffen und enthalten kein Salz, keine Fette und keine Proteine.
Glasnudeln sind nicht mit (eher matt-weißlichen) Reisnudeln zu verwechseln.

## Zubereitung

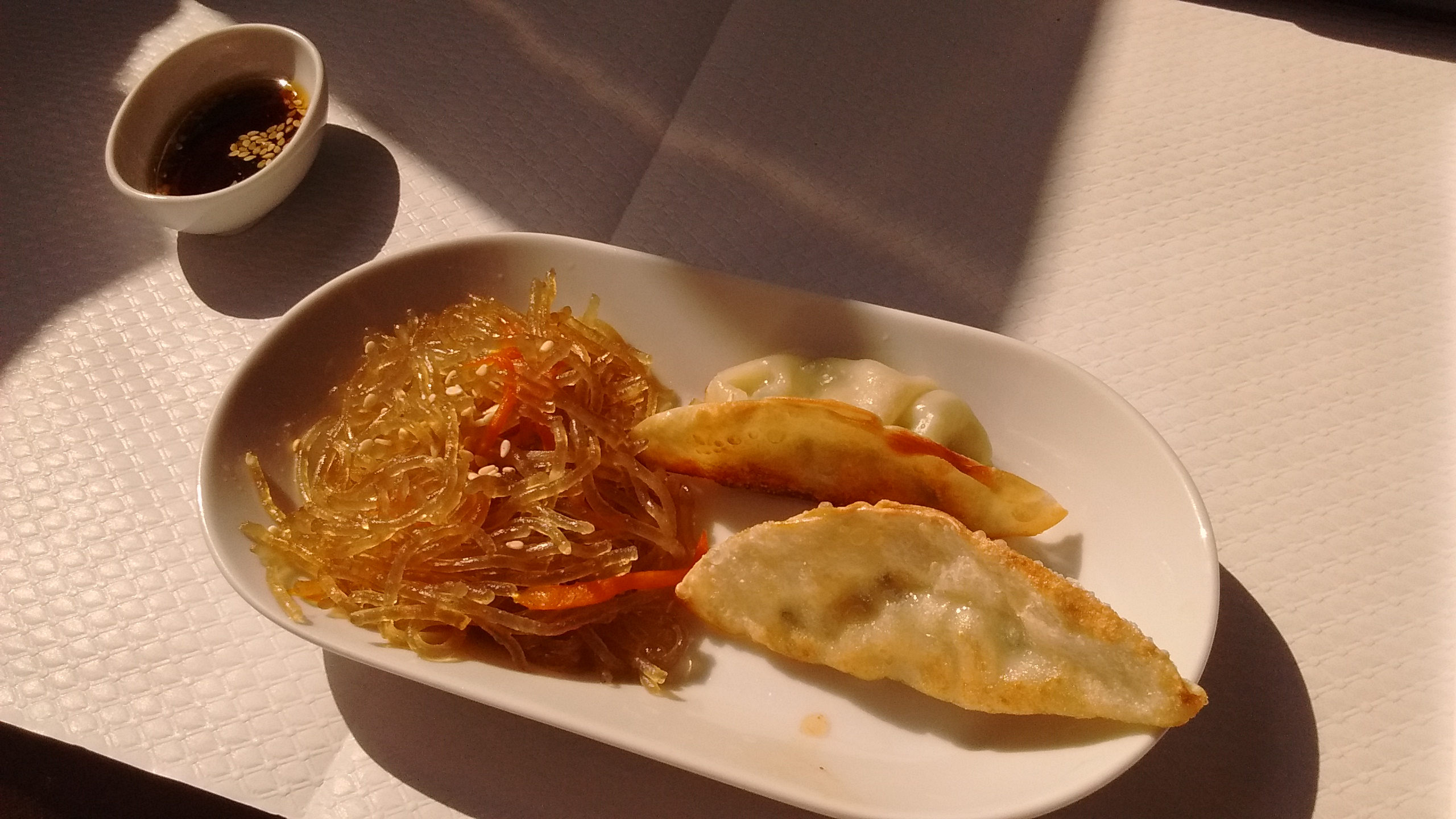
Glasnudeln mit gebratenen Jiaozi

Im Unterschied zu anderen Nudelarten müssen Glasnudeln im Allgemeinen nicht einige Minuten lang gekocht werden. Es ist ausreichend, sie mit kochendem Wasser zu übergießen oder der Suppe direkt zuzugeben und einige Minuten ziehen zu lassen. Außerdem besteht auch die Möglichkeit, sie zu braten oder zu frittieren. Die Nudel an sich ist relativ geschmacksneutral, verbindet sich aber leicht mit anderen Aromen und wird daher meistens zusammen mit anderen geschmacksgebenden Zutaten zubereitet. Üblich ist auch die Zubereitung im Feuertopf.